# NGC 4744
NGC 4744 é uma galáxia espiral barrada (SB0-a) localizada na direcção da constelação de Centaurus. Possui uma declinação de -41° 03' 38" e uma ascensão recta de 12 horas, 52 minutos e 19,5 segundos.
A galáxia NGC 4744 foi descoberta em 8 de Junho de 1834 por John Herschel.